# Акварель (клип)
«Акварель» — музыкальное видео группы «Сурганова и оркестр» на одноимённый сингл из трилогии философских клипов режиссёра Анастасии Лавровой, представленной публике в 2021 году, в которую также вошли клипы на песни «Волчица» и «Ливень осенний».

## История
Съёмки клипа прошли в апреле 2021 года в историческом доме с Атлантами (1892—1893 года постройки), расположенном в Центральном районе Санкт-Петербурга. Дверь в квартиру, на которой завязан сюжет клипа, принадлежит Якову Аркадьевичу Гордину, главному редактору журнала «Звезда» и близкому другу Иосифа Бродского — одного из самых любимых поэтов Светланы Сургановой. и режиссёра клипа. Такая синхроничность не была запланированной. Двери съёмочной квартиры с внешней стороны оказались эстетически неподходящими для кадра, поэтому продюсеры стали искать другие варианты и позвонили в соседнюю квартиру. Невероятным образом оказалось, что там проживает Яков Аркадьевич с супругой. Они согласились помочь съёмочной группе.
Главные роли сыграли: Светлана Сурганова, танцовщица Елена Русина и актриса театра «Сатирикон» Алина Доценко. Оператором клипа стал Андрей Горецкий, в список работ которого входит фильм «Ёлки 8» (2021).

Роли гостей и музыкантов исполнили участники группы «Сурганова и оркестр», а также друзья коллектива: артисты София Бридж, Игорь Заливалов, Мария Савкина, Ольга Тебенькова, поэт Ирина Фаренбрух.
27 мая 2021 года вышел тизер к клипу.

28 мая 2021 года вышел сингл «Акварель» и состоялась премьера клипа на официальном канале группы «Сурганова и оркестр».
3 ноября 2021 года вышел тизер к фильму о съёмках клипа.

5 ноября 2021 года состоялась премьера фильма о съёмках клипа «Палитра», (режиссёр и оператор Tsvetta Fioletta).

## Сюжет
Клип снят в формате короткометражного кино. Режиссёр ставит под сомнение реальность происходящих событий, оставляя зрителю пространство для размышления. Трактование событийного ряда может быть различным. Точкой соприкосновения реальностей является входная дверь в квартиру. Перипетии героя могут быть истрактованы по-разному. Герой попадает либо в воспоминания прошлой жизни, либо проживает видеʼние, в котором он соприкосается с состоянием дуальности мужского и женского начал в природе человека, выходя за границы обыденного бытия. В финале клипа остаётся открытым вопрос, зашёл ли герой в ту самую квартиру или нет. При этом режиссёр использует приём Пост-Кредитной Сцены (от англ. Post-Credits Scene — сцена после титров), которая отправляет зрителя на сюжетную точку в начало клипа, наводящую на размышление о том, что, возможно, герой даже не вышел из своего автомобиля.

## В ролях
- Светлана Сурганова — Герой
- Елена Русина — Муза
- Алина Доценко — Девушка с картиной
- Никита Межевич — Музыкант
- Мария Савкина — Музыкант
- София Бридж — Музыкант
- Игорь Заливалов — Музыкант
- Валерий Тхай — Гость
- Денис Сусин — Гость
- Светлана Межевич — Гость
- Ольга Тебенькова — Гость
- Ирина Фаренбрух — Гость
- Мария Горецкая — Певица
- Иван Фомин — Фотограф

## Производство
Клип выпустил продакшн GARNETGARDEN Production при поддержке PORTAL creative video production. Будучи основателем собственной марки женской одежды, художником по костюмам и реквизиту стала сама режиссёр и модельер Анастасия Лаврова. Клип продюсировали Яна Кондратьева, Андрей Худяков, Анастасия Лаврова.

## Награды и номинации
- В 2021 году коллектив «Сурганова и оркестр» был представлен в номинации «Рок-группа года» Российской национальной музыкальной премии «Виктория» с песней и клипом «Акварель», и вошёл в тройку финалистов[7].